# William Christopher Handy
Pour les articles homonymes, voir Handy.
William Christopher Handy, né le 16 novembre 1873 et mort le 28 mars 1958, est un chanteur et compositeur de jazz américain souvent considéré comme « The Father of The Jazz » (« Le père du jazz »).

## Biographie

### Enfance
Handy est né à Florence dans l'Alabama de parents nés pendant l'esclavage, Charles Bernard Handy et Elizabeth Bewer Handy. Il raconte à ce propos, dans son autobiographie, Father of The Blues qu'il est né dans une cabane construite par son grand-père, William Wise Handy. Son père est alors pasteur à Guntersville, un autre village au nord-est de l'Alabama. Handy est donc profondément religieux. Enfant, il joue et chante à l'église ce qui influencera son style musical.
En grandissant, il s'essaye à la charpenterie, à la fabrication de chaussures ou encore au plâtrage dans le bâtiment. Ces activités lui permettent de gagner suffisamment d'argent pour s'offrir sa première guitare sans l'autorisation de ses parents. En apprenant cela, son père s'écrie : « Par qui es-tu possédé pour ramener un objet inique comme celui-ci dans notre maison chrétienne ? » Il lui ordonne également de la ramener à son propriétaire et l’inscrit à des leçons d'orgue. Sa carrière d'organiste est plus que brève et Handy se tourne rapidement vers le cornet.

### Développement social et musical
Ses tentatives musicales sont variées et lui permettent de se produire comme premier ténor dans un spectacle de minstrels. Il quitte également l'Alabama et travaille comme chef d'orchestre, cornettiste et trompettiste.
Jeune homme, il joue du cornet dans le Chicago World's Fair en 1893 et en 1902, il parcourt le Mississippi ce qui lui permet d'écouter des styles musicaux variés joués par des gens ordinaires. Les instruments les plus utilisés par ces musiciens sont la guitare, le banjo et dans une moindre mesure le piano. Sa mémoire remarquable lui permit de se souvenir et de retranscrire la musique qu'il écoutait au cours de ses voyages.
Peu après son mariage le 19 juillet 1896 avec Elizabeth Price, il est invité à rejoindre un groupe de minstrels appelé Mahara's Colored Minstrels. Pendant leur tournée de trois ans (payée trois dollars par semaine), ils voyagent à Chicago dans l'Illinois, dans le Texas et l'Oklahoma, dans le Tennessee, la Géorgie et la Floride et même à Cuba. En revenant de Cuba, ils s'arrêtent à Huntsville dans l'Alabama pour s'y produire. Très fatigués par la vie sur la route, Handy et sa femme décident de rester avec leurs proches dans la maison familiale de Florence.
Le 29 juin 1900, Elizabeth donne naissance au premier de leurs six enfants. C'est à cette période que, William Hooper Councill, président de l’Alabama Agricultural and Mechanical University for Negroes contacte Handy pour l'enseignement de la musique. L'AAMC est, à cette époque, la seule université ouverte aux Noirs en Alabama. Handy accepte l'offre de Councill et devient membre de la faculté en septembre. De 1900 à 1902, il enseigne la musique à l'université qui s'appelle maintenant l’Alabama Agricultural and Mechanical University.
Handy se trouve sous-payé et pense qu'il peut gagner plus en jouant avec son groupe de minstrels. Une dispute avec le président Councill de l'AAMC le pousse à quitter son poste et à rejoindre le Mahara's Minstrels pour jouer dans le Midwest et dans le Pacific Northwest. En 1903, on lui propose de diriger un groupe appelé the Knights of Pythias, situé à Clarksdale dans le Mississippi. Handy accepte et y reste six ans.

### Popularité, célébrité et affaires
En 1909, Handy et son groupe se déplacent à Memphis dans le Tennessee où ils s'installent sur Beale Street. À cette époque, la société et la culture américaine étaient distinctivement séparées. Les observations d'Handy sur les réponses des blancs à la musique noire couplées à sa propre observation de ses habitudes et de sa musique servent comme fondations pour le style de musique populaire qui est en train de s'affirmer : le blues.
La genèse de son "Memphis Blues" est une chanson agricole, intitulée à l'origine Mr. Crump qu'il avait écrite pour Edward Crump, un candidat à la mairie de Memphis en 1909. Il retravaille ainsi la mélodie et change le titre pour créer : The Memphis Blues.
La publication en 1912 de la partition de Memphis Blues introduit son style de blues à 12 mesures dans de nombreux foyers. En même temps, on le cite comme ayant inspiré l'invention du pas de danse foxtrot par Vernon et Irene Castle, un couple de danseurs de New York.[réf. souhaitée] Cette chanson est également considérée par beaucoup comme la toute première chanson de blues. Handy vend les droits sur la chanson pour 100 dollars et vers 1914 à 40 ans, son style s'est affiné, sa célébrité a considérablement augmenté et il compose de plus en plus de pièces.
À cause des difficultés qu'il rencontre pour faire publier son travail, il se met à publier lui-même ses morceaux en s'associant avec Harry H. Pace, un homme d'affaires rencontré à Memphis. En 1917, Handy part s'installer à New York où il travaille notamment à la Tin Pan Alley, ce quartier où se concentrent musiciens et éditeurs musicaux. À la fin de l'année, ses plus grands succès Memphis Blues, Beale Street Blues et St. Louis Blues sont publiés. L'Original Dixieland Jazz Band, un orchestre de jazz Nouvelle-Orléans enregistre le premier disque de jazz cette même année, présentant ainsi au public américain la musique jazz. Handy avait au départ peu d'intérêt pour ce style mais les groupes de jazz puisent dans ses compositions avec enthousiasme, en faisant d'elles des standards.
En 1920, frustré par les labels de musique blancs qui achètent leurs musiques et leurs paroles pour les faire enregistrer par des artistes blancs, Pace dissout à l'amiable son partenariat avec Handy, pour lequel il écrivait quelques paroles, et se décide à créer sa propre maison de disques Black Swan Records. Pendant des années, on croira que Handy est le fondateur de Black Swan Records. Mais Handy démentira en écrivant : « Comble de malheur, mon partenaire s'était retiré de notre entreprise. Il était en désaccord avec certaines de mes méthodes en affaires, mais notre séparation se fit sans éclats de voix. Il avait simplement choisi ce moment pour couper les ponts, afin de mettre en place la Pace Phonograph Company, qui deviendra Black Swan Records, et qui s'imposera sérieusement au sein du marché Afro-Américain. ... Un grand nombre de nos employés suivirent Page. … Beaucoup de confusions et de méprises émergèrent du fait que les gens n'étaient la plupart du temps pas au courant que je n'avais aucune implication au sein de la Black Swan Records Company. »
Bien que l'association de Handy avec Pace soit dissoute, il continue de diriger la maison de disques comme une affaire familiale, en publiant d'autres artistes noirs en plus de ses propres chansons. On compte parmi ces enregistrements 150 chansons sacrées et chansons folk ainsi qu'une soixantaine de compositions blues.
Dans les années 1920, il crée Handy Record Company à New York.
Le 24 janvier 1925, la chanteuse Bessie Smith enregistre pour Columbia Records le succès d'Handy, Saint Louis Blues avec Louis Armstrong ce qui reste comme un des meilleurs enregistrement de cette époque.
En 1926, il rédige et édite une œuvre intitulée Blues : An Anthology : Complete Words and Music of 53 Great Songs, qui est probablement la première tentative d'enregistrer, d'analyser et de décrire le blues comme partie intégrante du sud et de l'histoire des États-Unis d'Amérique.
Le succès du St. Louis Blues de Handy est tel qu'en 1929, avec le réalisateur Kenneth W. Adams, il collabore sur un projet de film de même nom pour être montré avant l'attraction principale. Handy suggère alors que la chanteuse blues Bessie Smith obtienne le rôle principal grâce à la popularité de sa version de la chanson. Le film est tourné en juin et présenté dans tous les États-Unis de 1929 à 1932.
Le blues devient alors la marque de fabrique de la société et de la culture noire américaine des années 1920 et 1930. L'influence de Handy est alors si grande que l'écrivain Francis Scott Fitzgerald écrit dans son roman, Gatsby le Magnifique, que « Toute la nuit, les saxophones faisaient entendre la complainte désespérée du Beale Street Blues, tandis que cent paires d'escarpins d’or et d’argent soulevaient la poussière brillante. À l’heure grise du thé il y avait toujours des chambres où palpitait continûment cette fièvre légère et douce, tandis que des visages frais allaient comme des pétales de rose poussés ici et là sur le plancher par le souffle triste des cuivres. »

### Fin de vie
Après la publication de son autobiographie, Handy publie un nouveau livre sur les musiciens noirs américains intitulé Unsung Americans Sing en 1944. Il vit alors sur Strivers' Row à Harlem.
En 1943, une chute accidentelle de la plateforme du métro lui fait perdre la vue. Puis, après la mort de sa première femme, il se remarie, en 1954, à 80 ans, à sa secrétaire Irma Louise Logan qui était devenue selon lui ses « nouveaux yeux ».
En 1955, à la suite d'une attaque, il doit se résoudre à utiliser un fauteuil roulant. Plus de 800 personnes sont présentes à son 84e anniversaire à l’hôtel Waldorf Astoria.
Le 28 mars 1958, W. C. Handy meurt d'une pneumonie. Plus de 25 000 personnes assistent à ses funérailles à l'Abyssinian Baptist Church d'Harlem et 150 000 se rassemblent dans les rues proches de l'église pour le saluer. Il est enterré dans le Woodlawn Cemetery dans le Bronx à New York.

## Musique

### Style
W. C. Handy reste comme un des songwriters américains les plus influents. Bien qu'il ne soit pas le seul musicien à avoir joué un style de musique américaine si particulière, on lui attribue cette invention non seulement car il possédait une connaissance théorique de la musique et était capable de la transcrire, mais également à cause des rythmes syncopés qu'il était le seul à posséder
De la même façon, bien que Handy n'ait pas été le premier à jouer et enregistrer des chansons ayant la forme du blues, il a réussi à transformer cette musique d'un obscur style régional en une des forces dominantes de la musique américaine.
Handy était un musicien instruit qui utilisait des éléments de chansons traditionnelles dans ses compositions. Il était également rigoureux dans la documentation des sources de son travail qui combinait souvent diverses influences stylistiques venant de différents musiciens.

### Compositions
Les chansons de Handy ne respectaient pas toujours la forme classiques du blues en douze mesures. Ainsi, on en retrouvait souvent avec des ponts de huit ou seize mesures entre des couplets de douze mesures avec de belles mélodies.
- The Memphis Blues, écrit en 1909 et publié en 1912.
- Saint Louis Blues (1912), surnommée le Hamlet du jazzman.
- Yellow Dog Blues (1912).
- Loveless Love, basée en partie sur le classic Careless Love.
- Aunt Hagar's Blues.
- Beale Street Blues (1916), écrit comme un adieu à Beale Street de Memphis.
- Long Gone John (From Bowling Green).
- Chantez-Les-Bas (Sing 'Em Low), hommage à la culture créole de La Nouvelle-Orléans.
- Atlanta Blues.

## Œuvres écrites
W. C. Handy a également publié plusieurs ouvrages :
- Blues : An Anthology : Complete Words and Music of 53 Great Songs (1926)
- Book of Negro Spirituals
- Father of the Blues: An Autobiography (1941)
- Unsung Americans Sung (1944)
- Negro Authors and Composers of the United States